# ジェイド・ウルチューレ
ジェイド・ウルチューレ（Jade Ulutule、1992年10月12日 - ）は、フランスの女子ラグビー選手。

## プロフィール
- フランス・フェカン出身[1]。
- ポジションはフルバック(FB)。
- 身長 164cm、体重 72kg

## 略歴
2021年、東京五輪の7人制女子フランス代表に選ばれて銀メダル獲得。